# Malleola batakensis
Malleola batakensis är en orkidéart som först beskrevs av Rudolf Schlechter, och fick sitt nu gällande namn av Rudolf Schlechter. Malleola batakensis ingår i släktet Malleola och familjen orkidéer. Inga underarter finns listade i Catalogue of Life.